# Растискивание
Растискивание (в полиграфии) — изменение площади печатного элемента на оттиске относительно его площади, предусмотренной оригинал-макетом. Иногда растискивание считают дефектом, что совсем не корректно — это скорее особенность машины, бумаги и краски. Избежать его нельзя, но можно обеспечить стабильность этого параметра и, зная величину растискивания, компенсировать его на этапе допечатной подготовки.
Увеличение в миллиметрах обычно невелико и мало влияет на качество букв — разве что ловушки, преувеличенные внутренние углы, компенсируют растискивание. Зато полутоновые рисунки становятся темнее, чем записано в оригинал-макете. В некоторых печатных процессах, например на лазерном принтере — светлее, но принцип тот же.
При положительном растискивании очень светлый растр (например, 1 %) не воспроизводится никак, а очень тёмный (например, 99 %) — воспроизводится, но ненадёжно. При отрицательном — наоборот.

## Вычисление
Если на фотоформе зачернено 30 % площади, а на отпечатке — 50, считается, что растискивание 50−30=20 %.
Растискивание можно вычислять от печатной формы до отпечатка (хороший результат — 5 %), или от цифрового файла до отпечатка (около 18 %; именно этот параметр называется Dot gain).
Для разной формы растра и процента заполнения листа цифра растискивания разная, и можно говорить о кривой растискивания — для 0 % (белое) и 100 % (чёрное) цифра равна нулю, а максимум достигается при заполнении 40…50 %.

## Этапы, оказывающие влияние на величину растискивания
Первое искажение размера растровой точки возникает в «классическом» формном процессе, когда при засветке фотоформ (плёнок), размещённых на формной пластине, происходит подсвечивание краёв изображения, что (при позитивных пластинах) ведёт к уменьшению размера печатных элементов. На практике — к тому, что мелкий растр (например, 1-процентный) «не копируется». Эффект может быть усугублён чрезмерным временем диффузной засветки в копировальной раме а также неверным выбором режимов проявки пластин, когда в результате воздействия проявителя в течение слишком продолжительного времени происходит дальнейшее подтравливание края печатных элементов. На современном уровне развития формных процессов удаётся свести воздействие факторов формных процессов к минимуму, поэтому данный этап можно не учитывать как существенный при формировании величины растискивания.

### Процесс печати
Самый значительный вклад в величину растискивания вносит процесс печати. В этот момент возникает механическое растискивание, обусловленное механическим воздействием на красочный слой. Во-первых, краска и увлажняющий раствор традиционного офсета представляют собой жидкости, обладающие поверхностным натяжением, следовательно происходит сглаживание границы и углы печатных элементов при большом увеличении являются скруглёнными, что ведёт к искажению площади, занимаемой краской, по сравнению с печатным элементом на форме. Но всё же самое значительное влияние оказывает давление. В офсетной печатной машине краска переносится сначала с формы на офсетное полотно и только затем - с офсетного полотна на бумагу. В каждой паре (формный цилиндр — офсетный цилиндр и офсетный цилиндр — печатный цилиндр) в рабочем режиме печатной машины обеспечивается давление, которое и делает возможным процесс переноса краски. Однако поскольку толщина красочного слоя хоть и мала, но не нулевая, в местах соприкосновения происходит раздавливание порции краски, предназначенной для определённой растровой точки. В результате этого площадь пятна краски на оттиске будет больше размера печатного элемента на форме.

### Процесс восприятия оттиска
Процесс формирования цвета оттиска обусловлен отражением света от подложки. Поскольку отражение и рассеяние света бумагой происходит не только непосредственно поверхностью, но и глубинными слоями, нельзя не учитывать, что цвет участков бумаги, расположенных на расстоянии, сравнимом с глубиной рассеяния, будет определяться отражением не только прямых лучей исходного неискажённого света, но и наклонными лучами, попавшими к точке рассеяния (расположенной уже на незапечатанном участке, но в непосредственной близости от границы окрашенной области) через слой краски. Таким образом, граничащие с растровой точкой области будут восприниматься как окрашенные (пусть и менее интенсивно), что ведёт к оптическому растискиванию — увеличению видимого размера печатного элемента за счёт рассеяния света в толще материала.

## Методы снижения величины растискивания
Проблемы на формном участке можно считать практически решёнными: применение технологии Computer-to-Plate (CTP) позволяет формировать изображение непосредственно на формной пластине. Большинство систем CTP построено по технологии внешнего барабана, за счёт чего ход луча лазера удаётся минимизировать, что благоприятно сказывается на чёткости воспроизводимых точек: край точки получается «жёстким», с явно выраженной границей. Такая точка максимально устойчива к флуктуациям параметров проявочного процессора. Но даже в случае использования цветоделённых диапозитивов (плёнок) использование упомянутой уже жёсткой точки, качественных расходных материалов, подбор оптимальных параметров засветки и проявления, а также контроль стабильности процессов позволяют минимизировать влияние данного этапа на растискивание.
На этапе печати существенное влияние оказывает состояние печатной машины (в частности, регулировка зазоров, обеспечивающих необходимое давление в па́рах, ответственных за процессы переноса краски, состояние самого резинотканевого офсетного полотна, учёт толщины запечатываемого материала, правильный подбор красок по вязкости и поверхностному натяжению, использование присадок в системе увлажнения). Здесь же следует упомянуть про форму растровой точки, формирующей полутоновое изображение. Чем ближе форма точки к «естественной» для капли краски — а это в первую очередь окружность и эллипс — тем меньше данный фактор окажет влияние на растискивание. Кроме того, для каждого растра существует граничный процент, при котором прежде разрозненные печатные элементы начинают смыкаться. Сильное изменение геометрии растровой точки в этом случае может привести к скачкообразному изменению величины растискивания. Модификации формы точки при приближении к граничному значению, смыкание не одновременно по разным направлениям (вдоль линии угла наклона растра и перпендикулярно) позволяют снизить влияние этого фактора. Но — увы — не избавиться полностью. Также следует заметить что в силу того, что некоторые составляющие растискивания зависят лишь от физических характеристик материалов и печатного процесса, то есть составляют величину абсолютную, относительное влияние будет тем больше, чем меньше сами печатные элементы. В случае регулярного растра это будет означать, что при прочих равных условиях растискивание будет выше для работ с более высокой линиатурой. Для стохастического растра значение растискивания будет больше для сюжетов, состоящих из более мелких растрообразующих точек. На этапе печати главная задача свести величину растискивания к по возможности малой, но главное — стабильной величине.
На процесс восприятия влияет качество бумаги. В контексте растискивания для нас наиболее важно то, на какой максимальной глубине происходит рассеяние падающего на неё света. У абсолютно непрозрачной бумаги влияние оптического рассеяния отсутствовало бы. Чем более материал прозрачен (а таковы в большей или меньшей степени практически все используемые материалы), тем больше влияние данного фактора. С этой целью применяются мелованные бумаги, имеющие специальный поверхностный меловой слой (в настоящее время, как правило, используются материалы, содержащие неорганические добавки — оксиды или карбонаты белого цвета). Это не только улучшает потребительские свойства бумаги, делая её более белой, но и способствует тому, чтобы рассеяние света и формирование отражённого окрашенного светового потока происходило в слое как можно меньшей стабильной глубины. В свете сказанного становится понятно, почему низкокачественная бумага наподобие газетной даёт наибольшее растискивание, в то время как мелованная — наименьшее.
Необходимо отметить ещё и то, что в случае печати на впитывающих материалах краска остаётся не только на поверхности, но и проникает в толщу материала — и не только вглубь, но и в ширину. Тем самым размер красочной точки на бумаге дополнительно увеличивается. С точки зрения впитывания краски мелованные бумаги вновь оказываются предпочтительнее материалов, не имеющих поверхностного покрытия, поскольку слой мелования обеспечивает более равномерное впитывание по сравнению с целлюлозной массой немелованной бумаги.

## Контроль и компенсация величины растискивания
Контроль растискивания в процессе печати производится путём измерения с помощью денситометра «процента краски» на оттиске в заранее определённом месте. Как правило, это растрированная плашка на контрольной шкале. С практической целью измерения производят на поле, содержащем 40-процентный растр (как это предписывает ГОСТ), 50-процентный растр (именно значение растискивания для 50 % указывается в поле Dot Gain настроек цвета программы Adobe Photoshop) или 80-процентный растр (в случае если особое внимание уделяется стабильности цветопередачи в тенях).
Измеренные значения растискивания следует иметь в виду при допечатной подготовке материалов — либо задав параметры цветоделения, учитывающие данную величину (или экспериментально выстроенную кривую) растискивания, либо в составе построенного под конкретный печатный процесс цветового профиля, который даёт более полное представление о воспроизведении цифрового оригинала и помимо растискивания (как составной части градационных характеристик) учитывает ещё и колористику используемых триадных красок.
Большинство современных программных комплексов для изготовления формных пластин включает инструменты, позволяющие компенсировать нежелательные эффекты растискивания путём введения специальной кривой компенсации. Эта кривая строится на основе измеренных значений растискивания и позволяет сгладить кривую растискивания, а также уменьшить его максимальное значение (в области 50-процентного растра). Использование при выпуске формных пластин соответствующих компенсационных кривых для различных печатных машин и типов материалов позволяет добиться стандартизации и решить проблему соответствия продукции цветопробе, выпущенной в соответствии со стандартом, или образцу из другого тиража в случае повторной печати.
При изготовлении цветопроб также следует учитывать будущее растискивание. В аналоговой цветопробе имитация растискивания заложена в характеристики расходных материалов и, как правило, имитирует величины порядка 12—15 %, что укладывается в характеристики большинства печатных машин. Но встречаются партии расходников, обеспечивающих имитацию 20—25 % растискивания. Такая цветопроба является для печатника более «удобной», так как в случае необходимости искусственно увеличить растискивание в процессе печати проще, чем снизить его. В цифровой пробе параметры растискивания косвенно учтены в профиле, применяемом для вывода пробы. Следует учесть, что в случае вывода цифровой пробы не с профилем конкретной печатной машины (а каким-либо обобщённым либо используемым другими клиентами) наименее проблемным с точки зрения печати будет вариант с увеличенным (понятно, что в разумных пределах) значением растискивания.